# Sonja Henie
Sonja Henie (Oslo, 8. travnja 1912. – tijekom leta između Osla i Pariza, 12. listopada 1969.) je bila slavna norveška klizačica na ledu i filmska glumica. Osvojila je zlatne medalje na trima Zimskim olimpijskim igrama, bila je 10 puta svjetska prvakinja, te ima i šest naslova europske prvakinje. Po broju osvojenih odličja radi se o najboljoj klizačici na ledu svih vremena.
Već s 11 godina započinje njen strelovit uspon, kada je po prvi puta nastupila na Zimskim olimpijskim igrama 1924 u Chamonixu. Tada je osvojila zadnje mjesto, a zabilježeno je da je tijekom nastupa bila toliko zbunjena da je u nekoliko navrata otklizala do ograde i tražila savjete od trenera koju figuru mora sljedeću izvesti! Već s 15 godina postaje svjetska prvakinja po prvi puta.
Na tri sljedeće ZOI međutim nikakvi savjeti sa strane više nisu trebali, jer je Henie superiorno pobjeđivala sve konkurentice. Poznata po tome što je u umjetničko klizanje uvela elemente plesa, svom dinamičnom načinu klizanja je prilagodila i opremu skrativši suknju što je samo doprinijelo njenoj popularnosti. Prihvaćeno je mišljenje da je Henie uvelike odredila smjer razvoja ženskog klizanja i učvrstila status i popularnost tog sporta. Osim znanja klizanja, bila je i vrlo dobra tenisačica.
Nakon Igara 1936. prelazi u profesionalne vode, te nastupa po revijama i priredbama. Osim u sportu, bila je uspješna i kao glumica, pa je za života i nakon njega bila jedna od najobožavanijih osoba u Norveškoj, te poznata i voljena širom svijeta.